# Otto Wachs
Otto Heinrich Gerhard Adolf Wachs (ur. 23 lipca 1909 w Jorku, zm. 30 grudnia 1998 w Hamburgu) – niemiecki żeglarz sportowy, medalista olimpijski.
Podczas letnich igrzysk olimpijskich w Berlinie (1936) zdobył, wspólnie z Hansem Howaldtem, Alfriedem von Bohlen und Halbachem, Fritzem Bischoffem, Felixem Scheder-Bieschinem i Eduardem Mohrem, brązowy medal w żeglarskiej klasie 8 metrów.
Otto Wachs był bankierem, menadżerem w branży żeglugowej oraz uczestnikiem regat. Był członkiem rad nadzorczych licznych przedsiębiorstw oraz stoczni, m.in. AG Weser, Towage & Salvage, Maritime Bank AG, German-South American Bank AG, Midgard AG & Co. KG i Nordseewerke.